# سان-أندريه-سور-فيو-جون
سان-أندريه-سور-فيو-جون (بالفرنسية: Saint-André-sur-Vieux-Jonc)‏ هي بلدية فرنسية تقع في إقليم الآن. رمز إنسي لها هو:1336. أما الرمز البريدي لها فهو: 1960.